# Ernest B. Schoedsack
Ernest Beaumont Schoedsack (Council Bluffs, 8 juni 1893 – Los Angeles, 23 december 1979) was een Amerikaans cameraman en filmproducent. Hij is vooral bekend geworden als coregisseur van de film King Kong (1933).

## Biografie
Schoedsacks carrière in de filmindustrie begon toen hij in 1914 als cameraman kwam te werken bij Mack Sennetts productiebedrijf Keystone Studios. Van 1921 tot 1922 deed hij verslag van de Grieks-Turkse Oorlog. Na deze oorlog begon zijn samenwerking met Merian C. Cooper, die hij tijdens de Eerste Wereldoorlog had leren kennen. Samen werden de twee bekend als regisseurs/producers van avonturenfilms als Grass (1925), Chang (1927) en The Four Feathers (1929). In 1933 volgde hun bekendste film, King Kong.
Schoedsack diende in het Amerikaanse leger tijdens de Tweede Wereldoorlog. Hij liep hierbij permanente beschadiging op aan zijn gezichtsvermogen, maar bleef zich desondanks met de filmindustrie bezighouden. Hij regisseerde in 1949 Mighty Joe Young, die als reünie diende voor het team achter King Kong (Cooper, Rose en O'Brien).
Schoedsack was getrouwd met scenarist Ruth Rose. Ze liggen samen begraven op het Westwood Village Memorial Park Cemetery in Los Angeles.